# Alte Pfarrkirche St. Petronilla (Wettringen)
Die alte Pfarrkirche St. Petronilla war ein Kirchengebäude in Wettringen, Kreis Steinfurt. Die Kirche wurde im 11. Jahrhundert errichtet, im Jahr 1520 um ein südliches Seitenschiff erweitert und 1861 komplett abgerissen. Etwas südwestlich der ursprünglichen Lage steht heute die neugotische Hallenkirche St. Petronilla. 

## Vorgeschichte
Die Christianisierung des Münsterlandes erreichte nach Versuchen angelsächsischer Missionare, wie z. B. die Brüder Ewaldi (Ende 7. Jhd.), später des Friesen Liudger (Ende 8. Jhd.) ihren Durchbruch, als Widukind unter Karl dem Großen den Widerstand der Sachsen brach. Zur territorialen Sicherung der eroberten Sachsengebiete wurde etwa um das Jahr 800 eine Heerstraße von der Mündung der Lippe bis zur Ems eingerichtet. In Abständen von etwa einem Tagesritt legten die Franken Königshöfe oder Burgen an. Die Auswahl der geeigneten Orte orientierte sich nach strategischen Überlegungen, wie z. B. die Aa-Schleife in Wettringen, die Emsfurt in Rheine oder an einer alten Weihestätte der Sachsen, wie z. B. die Welle (Quelle) in Schöppingen. Gleichzeitig wurden an diesen Orten Kapellen oder Kirchen zur Erfüllung der christlichen Pflichten gebaut. Die Gotteshäuser waren fränkischen Kirchenpatronen geweiht. Die Kirche in Rheine dem hl. Dionysius, die von Schöppingen dem hl. Brictius, die von Wettringen der hl. Petronilla.

## Lage
Die alte Kirche in Wettringen lag am Rand der dörflichen Siedlung. Das Münsterland war im frühen Mittelalter noch kaum erschlossen, so wurde die kleine Kirche direkt an der Steinfurter Aa auf einer kleinen Anhöhe angelegt, die leicht zu finden war. Hinzu kam die strategisch gute Lage an einer Aa-Schleife.

## Baugeschichte
Im 11. Jahrhundert wurde die ursprünglich vorhandene Holzkirche durch eine Steinkirche ersetzt. Im Wesentlichen handelte es sich wohl um einen romanischen Kirchenbau mit einem wehrhaften Turm. Um 1520 ergänzte man ein südliches Seitenschiff sowie einen gotischen Chorraum. Schließlich wurde die alte Kirche im Jahr 1861 abgerissen und eine neue neugotische Kirche errichtet. Der Abriss wurde so gründlich durchgeführt, dass es kaum Überreste gibt. Basis der nachfolgenden Rekonstruktion ist ein Fragebogen der westfälischen Regierung aus dem Jahr 1854 sowie Augenzeugenberichte, die in den Jahren 1933 und 1934 von Bernhard Wiggenhorn gesammelt wurden. Die Ergebnisse hat Bernhard Wiggenhorn in einem kleinen Kirchenführer zusammengefasst.

## Größe
Über die Größe der alten Kirche liegen unterschiedliche Informationen vor, die einander widersprechen. 
Nach den Akten über den Kirchenneubau, war die alte Kirche nur 3000 Quadratfuß groß und für die Gemeinde viel zu klein. Als weitere Angabe liegt ein Brief von einem Hr. Niermann an den Wettringer Kaufmann Martin Kruse vor. Nach den angegebenen Maßen hatte die Kirche einen Innenraum von 4400 Quadratfuß und stand damit der heutigen Pfarrkirche kaum nach. Es ist allerdings nicht gesichert, ob die Kirche des Briefempfängers wirklich gemeint war. Daher scheidet diese Quelle wohl aus. 
Eine dritte Quelle enthält das Antwortschreiben des Pfarrers Schepers auf eine 1854 von der Landesregierung versandte Umfrage. Demnach war die Kirche ohne Turm 78 Fuß (25,6 m) lang, 44 Fuß (14,5 m) breit und hatte eine Höhe von 77 Fuß (25,3 m). Der Turm hatte eine quadratische Grundfläche mit einer Seitenlänge von 20 Fuß (6,6 m) und eine Höhe von 93 Fuß (30,6 m). Grundlage für die Umrechnung von Fuß in Meter ist das preußische Längenmaß Fuß (1 Fuß = 0,329 m).

## Äußeres

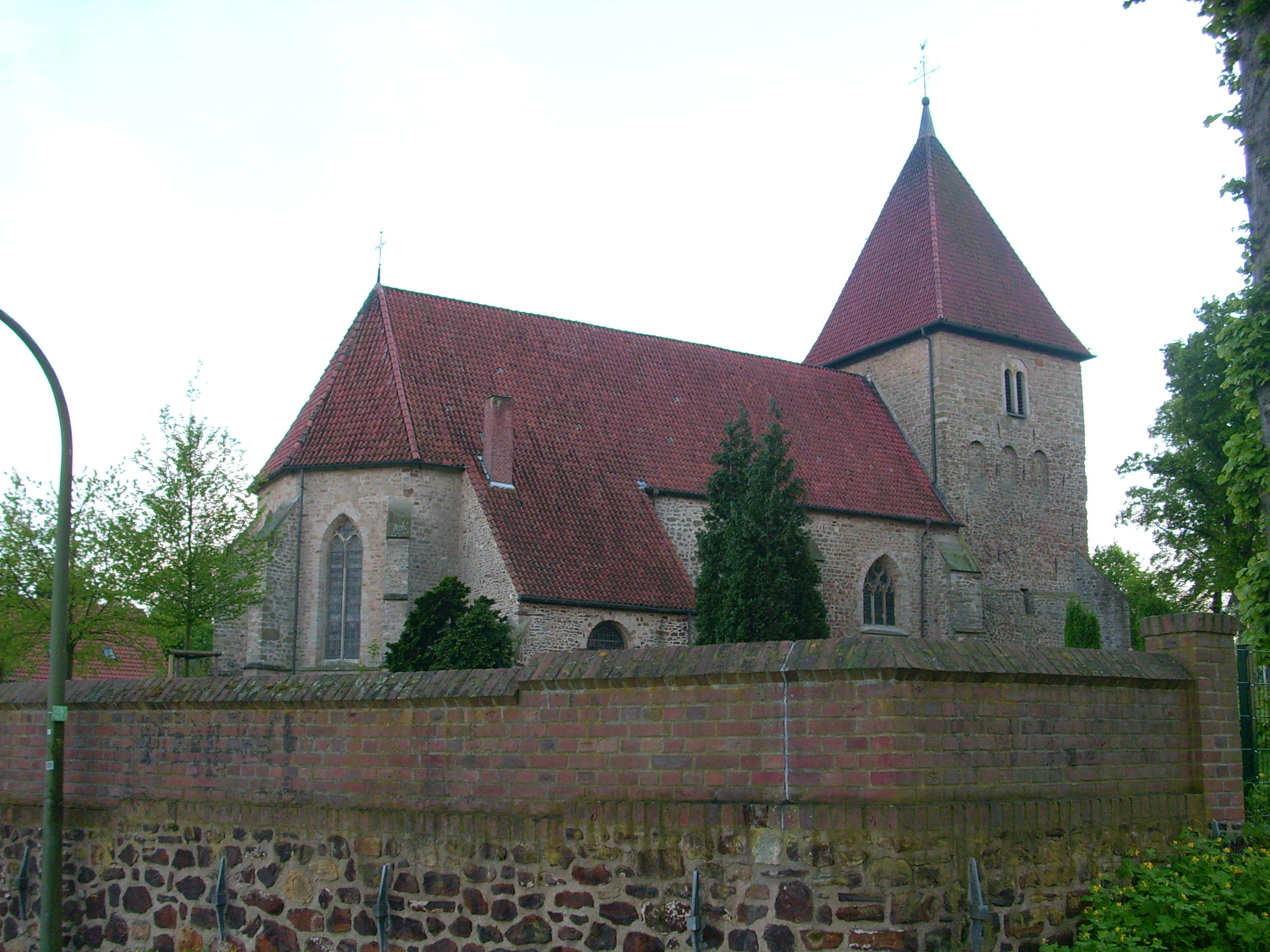
Kirche in Haltern-Lavesum; entspricht der äußeren Beschreibung nach der alten Kirche in Wettringen.

Die Kirche war aus Bruchstein ausgeführt, ohne Aufputz. Das Dach war mit roten Dachpfannen eingedeckt, während die Turmspitze mit Schiefer gedeckt war. An der Südseite gab es vier Fenster, am Chor zwei, an der Nordseite drei Fenster. Wahrscheinlich war ein Fenster der Nordseite vermauert, da man 1852 noch eine neue Sakristei vorgemauert hat. Die Fenster an der Nordseite stammten noch aus romanischer Zeit und waren 3 ½ Fuß hoch und 1 ½ Fuß breit und ohne Verzierung gearbeitet. An der Südseite und am Chor waren die Fenster mit Sprossenwerk und Fensterrosen ausgeführt und hatten eine Breite von 5 und eine Höhe von 10 Fuß. Die Kirche hatte drei Eingänge, an der Nordseite eine kleine Tür, die vielleicht nur von den Geistlichen genutzt wurde, ein Eingang durch den Turm und das Südportal. Dies wurde wahrscheinlich bei der südlichen Erweiterung im Jahr 1520 versetzt. Eingefasst war das Portal mit zwei Kolossalfiguren, im Volksmund „Adam“ und „Eva“ genannt. Der Querstein trug die Jahreszahl „Anno Domini MDXX“ (1520). An der nördlichen Außenwand war vermutlich zur Erinnerung an eine Seuche eine Lazarusfigur angebracht.

## Innenraum
Der Boden war mit schweren Steinplatten ausgelegt, der Raum war weiß gekalkt. Eventuell waren die Fenster mit Rankenornamentik eingefasst. Die Kirche hatte drei Altäre, der Altaraufsatz beim Hochaltar war aus Stein, bei den Nebenaltären aus Holz. Sie stammten vermutlich alle aus der gleichen Zeit, dem Ende des 17. Jhd. Beim Hochaltar bestand der Aufsatz aus zwei mit Laub umwundenen Säulen, die im Halbbogen geschlossen waren. Die Säulen fassten ein Bild mit der Darstellung Christi am Ölberg. Das Bild stammt aus jüngerer Zeit und wurde vom Maler Franz Wieschebrink (1818–1884) gemalt. Wahrscheinlich hat man ein älteres Bild oder auch Barockfiguren entfernt und dafür dieses Bild gewählt. Seltsam erscheint die Tatsache, dass man ein Bild vom Ölberg-Christus anfertigen ließ, obwohl eine gleiche Darstellung aus Stein vorhanden war. Es stellt sich die Frage, ob die Steinplastik vielleicht verloren ging.
Von den Nebenaltären hatte der eine wahrscheinlich ein einfaches Kreuz mit Christus, zu beiden Seiten eingerahmt von dem Jünger Johannes und Maria, der Mutter Jesu. 
Der andere Altar war der Heiligen Katharina geweiht. Die barocke Skulptur der Verlobung der hl. Katharina, die sogenannte Katharinenminne zeigt die mystische Verlobung der Katharina mit dem Jesuskind. Die Arbeit entstand wahrscheinlich im 17. Jahrhundert und wird von Fachkreisen der Werkstatt von Heinrich und Bernd Meiering zugesprochen.

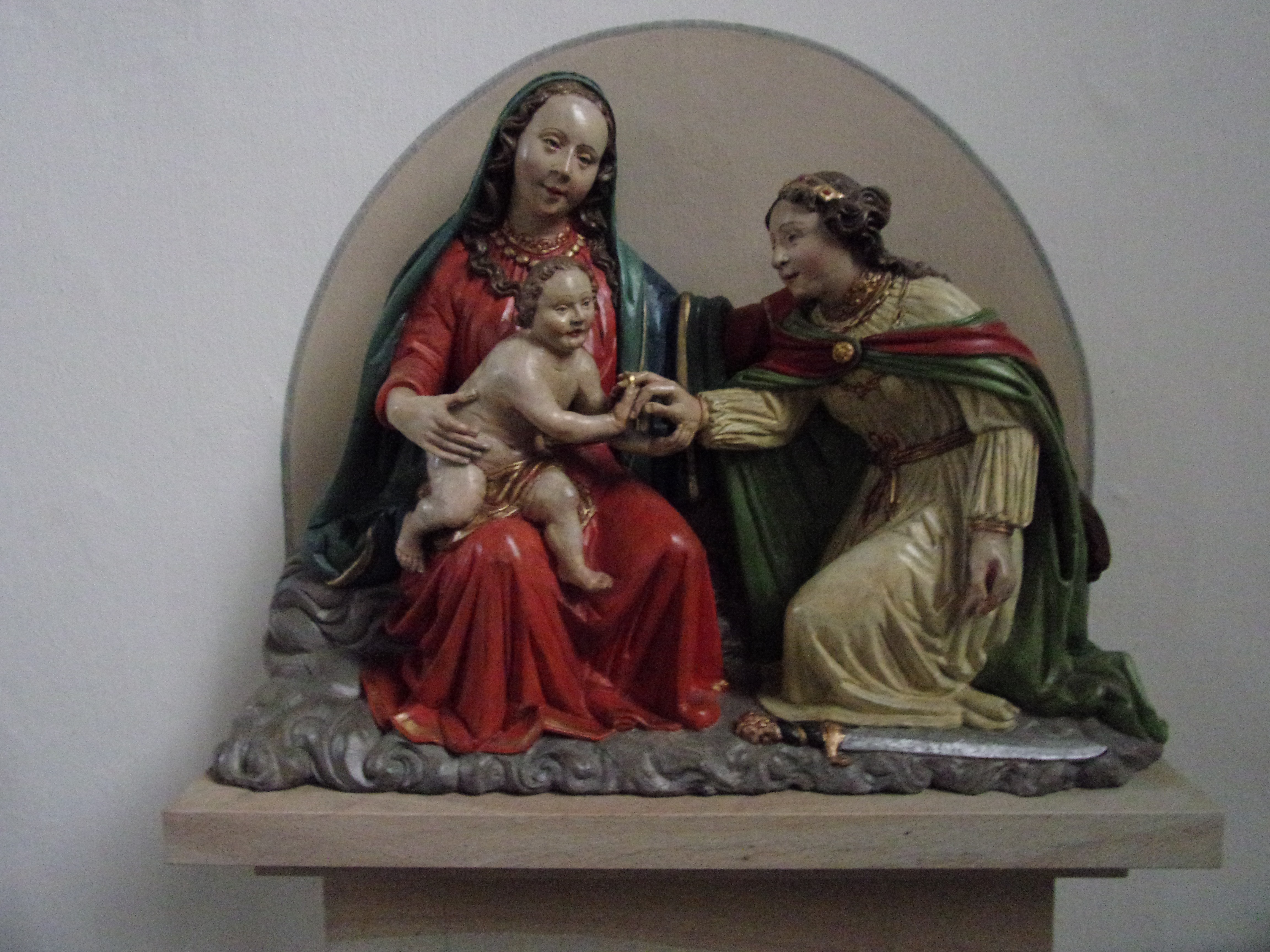
Katharinenaltar mit Katharinenminne

In der Nähe zum Hochaltar befand sich an der Nordseite ein Sakramentshäuschen, das noch heute in der neuen Pfarrkirche erhalten ist.

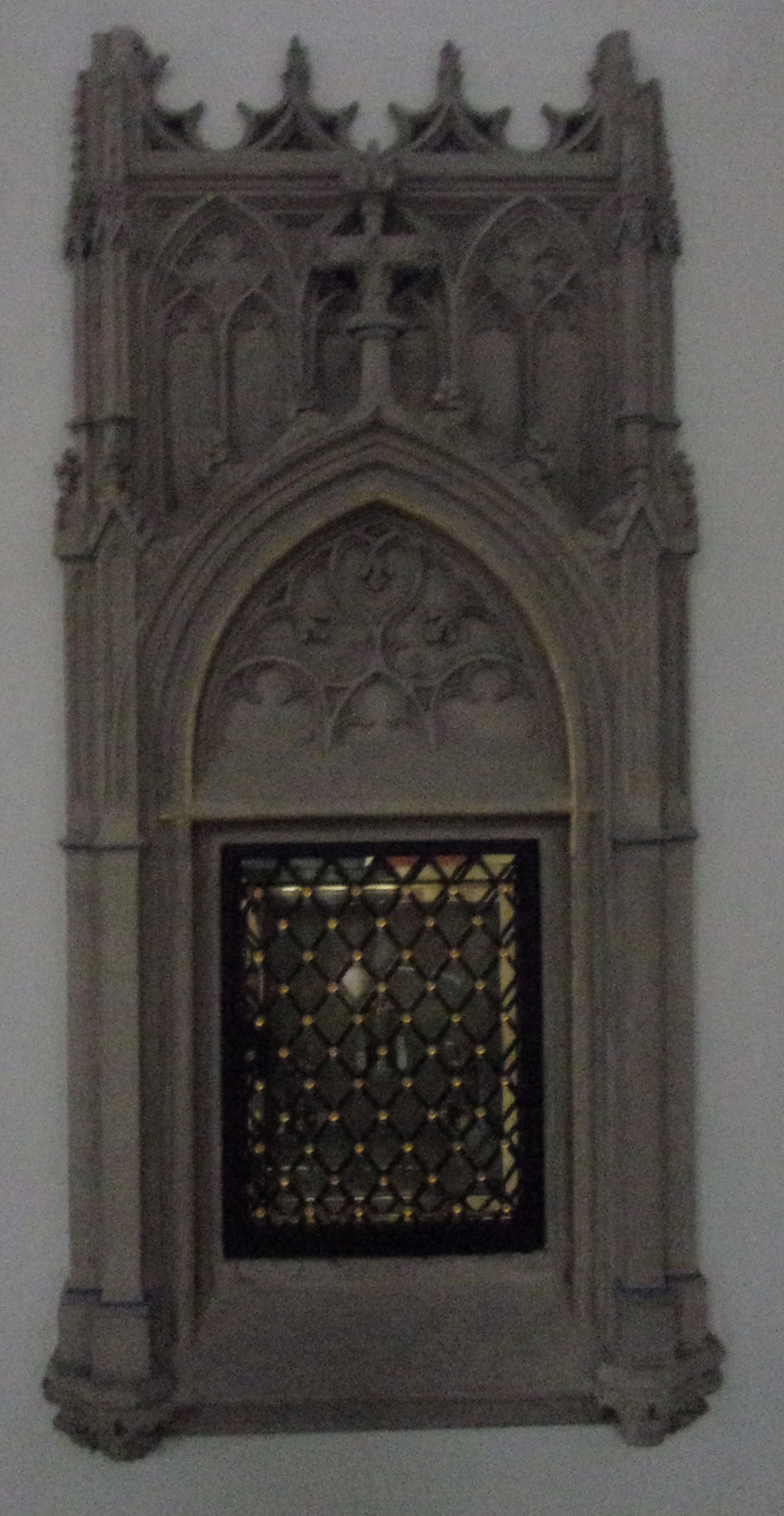
Tabernakel

Am Chor, an der Nordwand, noch eben in das Langhaus vordringend, war die fünfeckige weißlackierte, ansonsten schmucklose Kanzel angebracht. Ein Kreuzweg blieb bis 1925 erhalten, es war eine Gips-Relief-Reihe, die als wertlos erachtet verloren ging. Über die Orgel lässt sich der damalige Küster Franz Böwering folgendermaßen aus: „1812 ist die hiesige Pfarrkirche verbessert worden und ist eine neue Orgel darin gekommen aus dem Kapuzinerkloster Coesfeld, welches von Napoleon geschonken ist“
Im Turm stand der alte romanische Taufstein. Das runde Taufbecken erhob sich auf quadratischen Fuß, durch vier Stützen mit menschlichen Köpfen getragen. Um das Becken liefen seilartige Bänder sowie ein Palmetten- und Rankenfries. Der Taufstein entspricht dem sogenannten Bentheimer Typ, bei dem allerdings das Taufbecken in der Regel durch Löwen getragen wird. Der Taufstein ist noch in der neuen Kirchen erhalten, allerdings fehlt der quadratische Fuß.

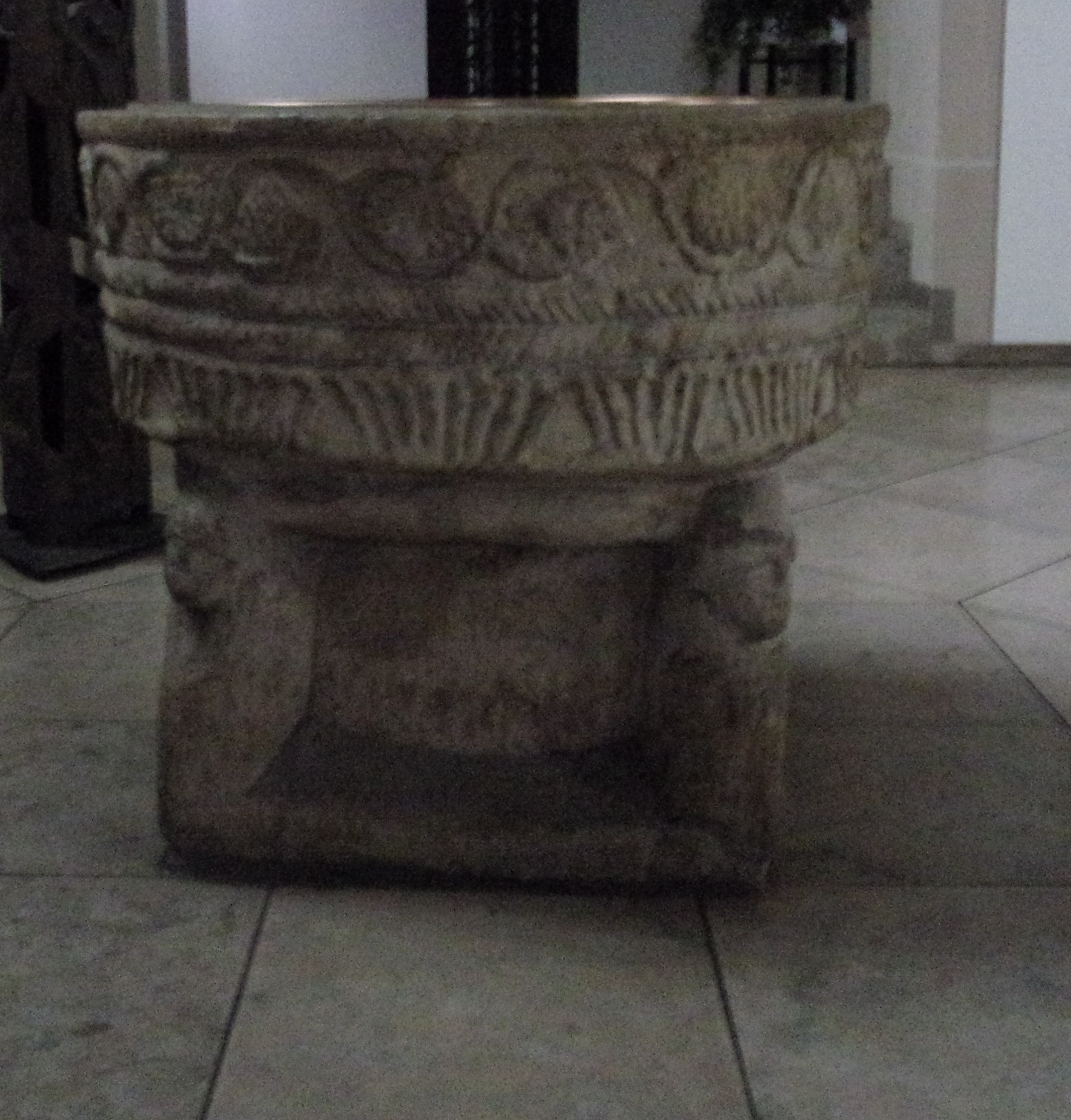
Taufbecken

## Glocken
Die alte Kirche besaß 3 Glocken. 
Die älteste, die St. Petronilla-Glocke stammte aus dem Jahr 1511 und erhielt die Inschrift:
Sct. Petronella mihi nomen

Procul pello omnia noxia

Mortales ad sacra templa cito

Anno Domino MCCCCCXI
Die Übersetzung lautet:
St. Petronella ist mein Name

Alle Schäden halte fern

Die Sterblichen rufe ich zum Gotteshaus

AD 1511
Die zweite Glocke war der heiligen Katharina geweiht und stammte aus dem Jahre 1684. 
Die Inschrift lautete:
Laudo Deum; Catharina vocor, quae convoco coetum;

Defunctos ploro, pestum fugo, festa decoro.

Bernhardus Schründer pastor; Andreas Buchholts prae-

fectus urbanus. Hardnick me Coesfeldy anno 1684
Die Übersetzung lautet:
Ich lobe Gott, ich heiße Katharina und rufe zum Gottesdienst,

ich beweine die Toten, vertreibe die Pest, ich verschönere die Feste.

Bernhard Schründer Pastor, Andreas Buchholtz Vogt.

Hardinck hat mich in Coesfeld gemacht. 1684
Wem die dritte Glocke geweiht war ergibt sich aus der Inschrift nicht. Wenn man jedoch bei der Neuanschaffung der Glocken für die neue Kirche die zwei erstgenannten übernommen hat, wird man es auch für die dritte Glocke getan haben, umso mehr, als die Inschrift die gleiche geblieben ist. Demnach war die dritte Glocke dem heiligen Josef geweiht. 
Die Inschrift lautet:
Vox mea, vox vitae

Voco vos ad sacra, venite

J.R. (?) S.P.W.

F M Rinker von Osnabrück gos mich nach Wettr. 1773
Die Übersetzung lautet:
Meine Stimme ist die Stimme des Lebens

Ich rufe euch zum Gottesdienst, kommt

Johan Bernhard Schmitz, Pastor Wettringen, 1773

## Kirchenuhr
Die alte Turmuhr war 100 bis 200 Jahre alt und wurde noch in den neuen Kirchturm eingebaut. Dort war sie noch bis 1934 in Betrieb. Aufgrund von Altersschwäche wurde sie gegen eine neue Uhr ausgetauscht.